# Hildegard af Vinzgau
Hildegard af Vinzgau (758, i Aachen, Rhinland, Preussen-30. april 783, i Thionville, Moselle, Lorraine) var Karl den Stores anden hustru. Hun var datter af grev Gerold af Schwaben og Emma af Sachsen – en datter af Hnabi, Hertug af Schwaben.
Hildegard var ven med den hellige Lioba og var velynder for mange kirker og klostre, specielt Kloster Reichenau og Kloster Kempten. Ifølge legenden skænkede hun i 774 Kempten de jordiske rester af den hellige Gordianus og Epimachus. Selv blev hun begravet i Sankt Arnulfs kirke i Metz.

## Ægteskab og børn
Karl den Store giftede sig med Hildegard omkring år 771 i Aachen, Rhinland, Preussen. Sammen fik de børnene:
- Karl, (772/773-811), konge af Neustrien fra 788
- Adelaide (773/774-774)
- Rotrude (også Hruodrud, Rohtrud, Hrotrud) (775-810)
- Pippin (773/777-810), født Karloman, fik senere nyt navn ved dåben, Konge af Italien fra 781
- Ludvig den Fromme (778-840), konge af Aquitaine fra 781, kejser fra 813 (alenekejser fra 814) indtil 840
- Lothar, tvillingebror til Ludvig, døde som ung i 780
- Bertha (også Berthe) (779/780-828?)
- Gisela (781-800)
- Hildegarde (782-783)